# Tiberio Deciani

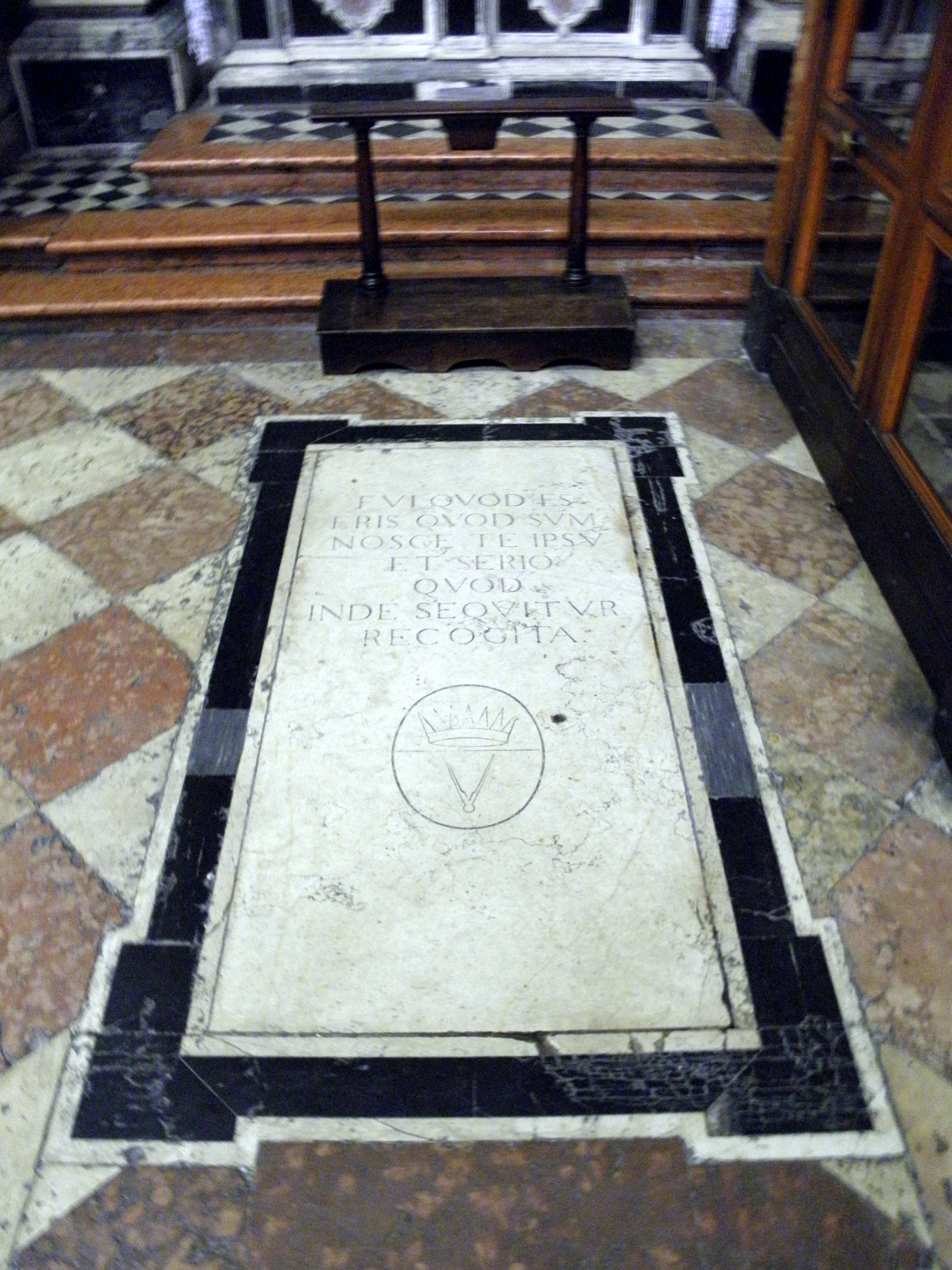
Padova, Basilica del Carmine: la lapide funeraria di Tiberio Deciani, posta davanti al primo altare di destra (sesta cappella) delle anime del Purgatorio e dei Morti (già di Santa Trinità)

Tiberio Deciani (Udine, 3 agosto 1509 – Padova, 7 febbraio 1582) è stato un giurista e avvocato italiano.

## Biografia
Operò nel periodo cosiddetto dell'Umanesimo giuridico ed è anche noto per essersi opposto alla veemente critica che Andrea Alciato rivolgeva ai giuristi di tradizione bartolista ricorrenti ai consilia e alla communis opinio, scrivendo il trattato Apologia pro iuris prudentibus (1579). In questo testo, Deciani si lanciava alla difesa della pars sana della giurisprudenza del tempo, sostenendo che non potesse essere posto in dubbio il rispetto della giustizia da parte del vero giurista, ma si doveva anche considerare il problema ricorrente di trovarsi spesso a che fare con mille fonti normative diverse.
Nel 1590 venne data alle stampe un'altra sua opera: il Trattato di Diritto criminale (Tractatus criminalis), la prima vera opera che segna una rottura con il sistema delle "Practicae" allora circolanti. È un tentativo di fornire una trattazione scientifica del diritto penale dell'epoca, enucleando una serie di principi generali applicabili alle diverse fattispecie concrete, i cosiddetti "generalia delictorum". L'innovazione di Deciani sta nell'aver dedicato, come mai nessuno prima, una larga sezione alla ‘parte generale’, dunque alle regole, ai principi, ai caratteri e alla definizione del reato. L'opera non avrà tuttavia la fortuna delle Pratiche Criminali, contando solo 3 o 4 edizioni (a fronte, per esempio, delle 44 edizioni dello Speculum Aureum et Lumen Advocatorum di Roberto Maranta).
Tra i suoi discepoli è da ricordare almeno Andrea Fachinei da Forlì, che divenne prima consulente dei Duchi di Baviera e poi docente di Diritto Civile all'Università di Ingolstadt.
Tiberio Deciani morì nel 1572 a Padova, dove è sepolto nella Basilica del Carmine.

## Opere

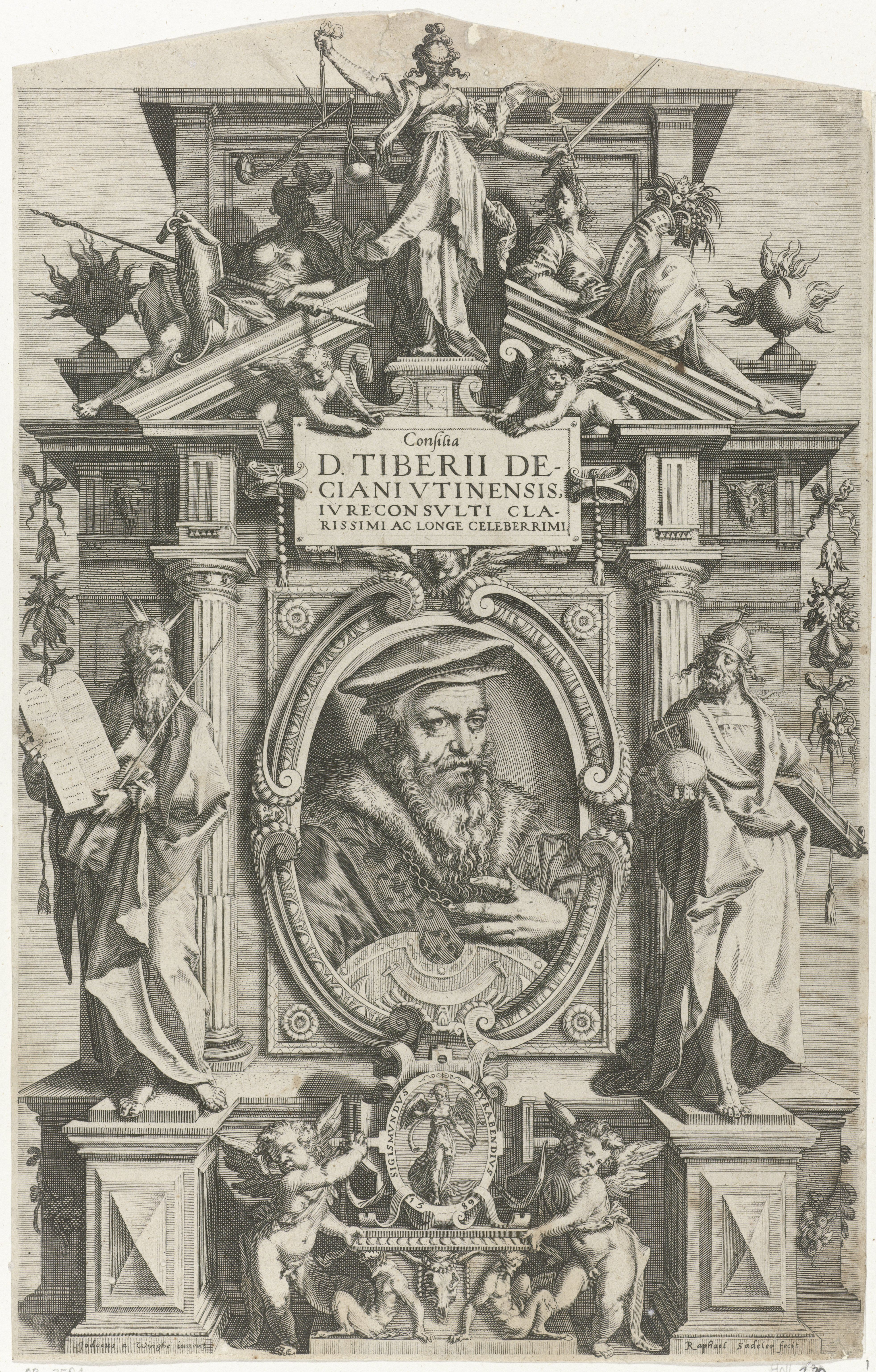
Tiberio Deciani, Consilia et responsa, Francoforte sul Meno, Sigmund Feyerabend, 1589

- (LA) Tractatus criminalis, vol. 1, Torino, eredi Nicolò Bevilacqua, 1593.
- (LA) Tractatus criminalis, vol. 2, Torino, eredi Nicolò Bevilacqua, 1593.
- (LA) Apologia pro iuris prudentibus, Venetiis, apud Hieronymum & Ioannem Zenarios, 1579.
- (LA) Responsa, vol. 1, Venetiis, apud Hieronymum & Ioannem Zenarios, 1579.
- (LA) Responsa, vol. 2, Venetiis, apud Hieronymum & Ioannem Zenarios, 1579.
- (LA) Responsa, vol. 3, Venetiis, apud Hieronymum & Ioannem Zenarios, 1579.
- (LA) Responsa, vol. 4, Utinis, Natolinus typographus, 1594.
- (LA) Responsa, vol. 2, Utinis, Natolinus typographus, 1594.